# Eleodes pimelioides
Eleodes pimelioides es una especie de escarabajo del género Eleodes, tribu Amphidorini, familia Tenebrionidae. Fue descrita científicamente por Mannerheim en 1843.
Se mantiene activa durante todos los meses del año excepto en noviembre.

## Descripción
Mide aproximadamente 11-15 milímetros de longitud.

## Distribución
Se distribuye por Estados Unidos y Canadá.